# Vrbice (Bohumín)
Vrbice (německy Wirbitz, polsky Wierzbica) bývala kdysi samostatná obec, dnes součást města Bohumín v okrese Karviná v Moravskoslezském kraji.

## Historie

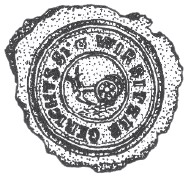
Znak Vrbice

Vrbice patří spolu se Záblatím k nejstarším na Těšínsku. Připomínají se totiž s Ostravou, Doubravou, Těrlickem a Žukovem již v roce 1229. Název pochází od vrbového proutí a porostu, kterého bylo velké množství u vodních ploch. Téměř všechny domy tvoří souvisle zastavěnou část po obou stranách silnice. Vrbice má tzv. ulicový půdorys a splňuje obytné poslání pro občany pracující v okolních průmyslových závodech a institucích. Terén obce je rovinatý, proto zde nejsou názvy kopců, chybí také souvislejší lesní porosty a charakter obce ovlivňují řeka Odra, místní stružka a Vrbické jezero, které vzniklo po odtěžení štěrkopísku. Do obce také zasahuje úsek dálnice D1, která vede z Ostravy až k hraničnímu přechodu do Polska.
Až na přičlenění k Pudlovu v letech 1850 až 1892, byla obec vždy samostatná a nikdy neměla svůj vlastní znak. Historie místní školy se datuje od roku 1911. Školu navštěvovalo v minulosti i přes 200 žáků, ale postupně jich ubývalo z důvodu postupného poklesu obyvatel obce. V roce 1966 ji navštěvovalo již jen 29 žáků, což vedlo v roce 1978 k jejímu uzavření. To bylo způsobeno úbytkem obyvatelstva. Pro srovnání: v roce 1930 zde žilo 1542 občanů (z toho 1317 Čechoslováků, 106 Němců, 56 Poláků, 5 Židů a 58 cizozemců), v roce 1972 ještě 726 občanů a v roce 2006 měla místní část Vrbice jen 492 obyvatel. Budova školy chátrala a byla také poškozena povodní v roce 1997. V roce 2004 byla dokončena její oprava včetně půdní vestavby a objekt s novými byty slouží jako dům s pečovatelskou službou. Významným centrem v obci je také cihlový novogotický kostel sv. Kateřiny z roku 1911, který stojí na místě původního dřevěného kostelíka. V současnosti je kostel po řadě rekonstrukcí důstojně opraven a to za výrazného finančního přispění místních farníků. Na hřbitově za kostelem byl po asanaci umístěn kříž, o němž psal básník Petr Bezruč ve svých Slezských písních. Tomu na svém původním místě hrozilo poškození stavbou dálnice.